# Хорнойське сільське поселення
Хорно́йське сільське поселення (рос. Хорнойское сельское поселение) — муніципальне утворення у складі Моргауського району Чувашії, Росія. Адміністративний центр — присілок Хорной.

## Склад
До складу поселення входять такі населені пункти:
| Населений пункт     | Населення, осіб (2010) |
| ------------------- | ---------------------- |
| Іжелькаси, присілок | 86                     |
| Тойгільдіно, село   | 125                    |
| Хорной, присілок    | 664                    |
| Шептаки, присілок   | 343                    |